# Erax dilsi
Erax dilsi là một loài ruồi trong họ Asilidae. Erax dilsi được Tomasovic miêu tả năm 2002. Loài này phân bố ở vùng Cổ Bắc giới.